# Beverly Hills (canção de Weezer)
"Beverly Hills" é uma música da banda americana de rock Weezer, lançada em 2005 como o primeiro single do seu quinto álbum, Make Believe. O vídeo musical da canção foi gravado na Mansão da Playboy (que não se localiza em Beverly Hills, mas sim na comunidade vizinha de Holmby Hills), tendo a participação de Hugh Hefner no início. A música conta com a voz de apoio por parte da cantora Stephanie Eitel, da banda Agent Sparks.

## Inspiração
Rivers Cuomo teve as seguintes declarações sobre a inspiração que teve para compor a música,
| “ | Eu estava na inauguração do novo Hollywood Bowl a folhear o programa quando vi uma imagem das Wilson Phillips. Por alguma razão eu pensei quão bom seria casar, tipo, com uma celebridade "estabelecida", viver em Beverly Hills e fazer parte daquele mundo. E isso era um desejo totalmente sincero. E depois escrevi essa canção, "Beverly Hills". Por alguma razão, na altura em que saiu - e o vídeo foi lançado - pareceu-me que aquilo tinha virado em algo que parecia sarcástico. Mas originalmente não tinha como intenção de forma alguma que fosse sarcástico. | ” |

## Sucesso
A música foi o single com maior sucesso comercial até "Pork and Beans" ter sido lançado, mais conhecida pela sua harmonia do tipo I-IV-V, uso de palmas, letra simples que abordava a alienação e o distinto solo de Cuomo com o uso de uma talk box, bastante comum quando a banda faz espectáculos ao vivo. A música atingiu o topo da Billboard Modern Rock Tracks durante uma semana, passando meses junto ao topo da Billboard Top 100 (tendo atingido o 10.º lugar) e foi certificada com ouro a 6 de Junho de 2005. Até Dezembro de 2010 era o single com melhor classificação atingida na tabela Hot 100. Até Janeiro de 2006, o single digital tinha sido comprado cerca de 962,000 vezes no iTunes. Também passou muito bem por outras tabelas da Billboard, como a Adult Top 40 (8.º lugar), a Hot Digital Songs (1.º lugar) e Mainstream Rock Tracks (26.º lugar).
A música também alcançou o Top 10 do UK Singles Chart, atingindo a 9.ª posição e mantendo-se na tabela durante cinco semanas.
A música foi nomeada para Melhor Música Rock nos 48.º Grammy Awards, tendo sido a primeira nomeação de sempre para a banda. O vídeo musical foi nomeado para o Melhor Vídeo Rock dos MTV Video Music Awards de 2005. A música venceu o College Song Of The Year nos 54.º BMI Pop Awards.
"Beverly Hills" permaneceu na 1.ª posição da tabela Modern Rock por uma semana. Foi o primeiro #1 dos Weezer, sendo que o terceiro single de Make Believe, "Perfect Situation", também conseguiu o mesmo posto, segurando-o por quatro semanas.
A música foi a mais vendida por download digital em 2005, de acordo com a Nielsen SoundScan.
Rivers Cuomo afirmou que "Beverly Hills", juntamente com o solo do terceiro verso e com o último refrão de "Falling For You" (de Pinkerton), são as realizações musicais de que mais se orgulha.
| “ | É incrivelmente divertido: uma boa batida, acordes de guitarra, estilo vocal cativante. Para além disso, eu penso que a letra é incrível de uma maneira muito subestimada. 'I might as well enjoy my life and watch the stars play' (Eu poderia então desfrutar da minha vida e ver as estrelas actuarem). Eu adoro! Com esta música em particular nós tivemos a capacidade de transcender o nosso pequeno nicho e conectar com todo o tipo de pessoas, novas e velhas, de todas as origens. | ” |

## Fuga pelo Telemóvel/Celular
Um momento notável no meio dos fãs dos Weezer teve lugar após as gravações do vídeo musical, no qual estes participaram após um pedido colocado no site dos Weezer, weezer.com. A música e o álbum que viria a ser lançado estavam sobre grande protecção e ninguém teria ouvido qualquer do material produzido. Apesar dos dispositivos de gravação terem sido inspeccionados à entrada das gravações, um fã teve a capacidade de ultrapassar esta barreira e fazer uma gravação da música, tendo sido esta colocada na internet. O clip feito por telemóvel (no Brasil: celular) foi rapidamente descarregado por muitos dos fãs mais ansiosos, tendo representado o primeiro material novo da banda ouvido em dois anos.

## Versões
| N.º | Título                   | Duração |  |
| 1.  | "Versão do Álbum"        | 3:18    |  |
| 2.  | "Versão do Vídeo"        | 3:30    |  |
| 3.  | "Versão do Single"       | 3:22    |  |
| 4.  | "Versão da Rádio Disney" | 3:19    |  |